# Sabahudin Bilalović
Sabahudin Bilalović, detto Dino (Trebigne, 7 maggio 1960 – Macarsca, 29 luglio 2003), è stato un cestista bosniaco, fino al 1992 jugoslavo.

## Carriera
Con la Bosnia ed Erzegovina ha i Campionati europei del 1993.

## Palmarès
- YUBA liga: 3

Bosna: 1977-78, 1979-80, 1982-83
- Coppa di Jugoslavia: 2

Bosna: 1978, 1984
- Coppa dei Campioni: 1

Bosna: 1978-79